# Přibyslavice (kraj południowomorawski)
Přibyslavice – gmina w Czechach, w powiecie Brno, w kraju południowomorawskim.
1 stycznia 2017 gminę zamieszkiwało 509 osób, a ich średni wiek wynosił 40,3 roku.